# Miranda de Pericalvo
Miranda de Pericalvo es una localidad española perteneciente al municipio de Galindo y Perahuy.

## Historia
Las desamortizaciones de bienes eclesiásticos beneficiarion, sobre todo, la concentración parcelaria de la gran propiedad en manos de aristócratas o capitalistas del siglo XIX que, en este caso, favorecieron ya la despoblación del territorio en la primera mitad del siglo XIX. De este modo las noticias que se tienen de Miranda de Pericalvo en el siglo XIX es de una alquería que contaba con un vecino y cuatro habitantes, situada cerca del río Valmuza. Una situación que ha mantenido invariable durante los siglos XIX y XX.

## Demografía

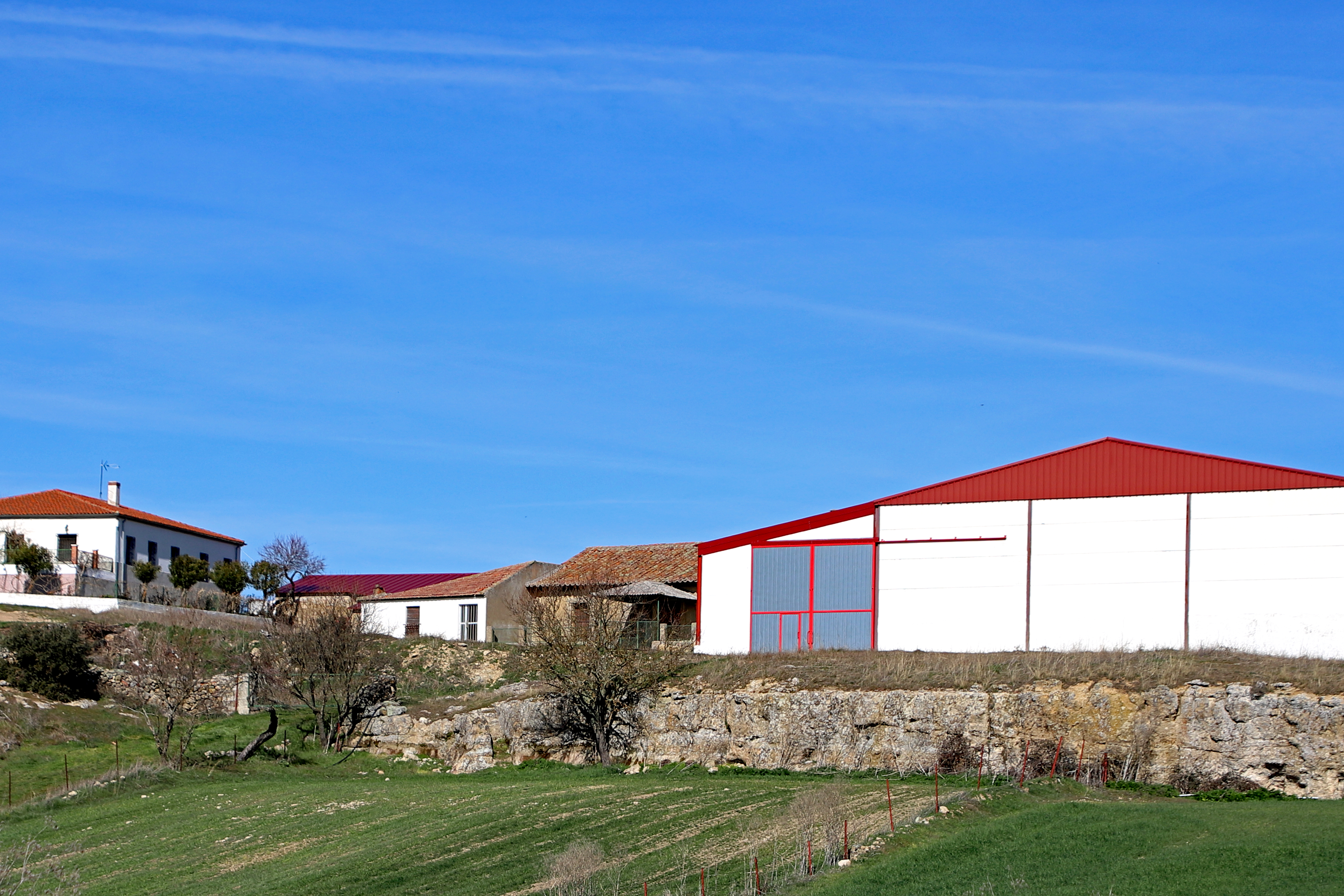
Casas en Miranda de Pericalvo

| Gráfica de evolución demográfica de Miranda de Pericalvo entre 2000 y                    |
|                                                                                          |
| Fuente: Instituto Nacional de Estadística de España - Elaboración gráfica por Wikipedia. |